# Leonor da Áustria, Rainha da Polónia
Leonor Maria Josefa da Áustria (em alemão:  Eleonore Maria Josefa von Österreich, em polonês/polaco:  Eleonora Habsburżanka, em lituano:  Eleonora Habsburgaitė; Ratisbona, 21 de maio de 1653 – Viena, 17 de dezembro de 1697) foi, pelos seus dois casamentos, Rainha consorte da Polónia e Grã-duquesa consorte da Lituânia e, também, Duquesa Consorte da Lorena.

## Biografia
Nascida em Ratisbona, era filha de Fernando III do Sacro Império Romano-Germânico, e de Leonor de Gonzaga-Nevers, princesa de Mântua.
Leonor casou com Miguel Korybut Wiśniowiecki (conhecido por Miguel I), monarca da Comunidade Polaco-Lituana, a 27 de fevereiro de 1670 no Mosteiro de Jasna Góra, em Częstochowa. A 29 de novembro de 1670 nasceu um natimorto. No ano seguinte a rainha voltou a abortar. A oposição ao monarca espalhou rumores que Miguel I forçava a rainha a simular gravidezes, mas trata-se de uma situação pouco provável.
A rainha Leonor era vista como um modelo de bondade, suavidade e lealdade para com o seu cônjuge. Ela aprendeu polaco, embora preferisse o Latim, e acompanhava Miguel I nas suas viagens oficiais por todo o país.
O seu marido morreu em 1673. Ela permaneceu na Polônia por mais dois anos após a sua morte.
Leonor voltou a casar com o duque Carlos V da Lorena, em 6 de fevereiro de 1678 em Wiener Neustadt. O Duque, que se encontrava exilado na Áustria depois das tropas francesas terem ocupado a Lorena, encontrava-se ao serviço do imperador nas várias campanhas militares dos Habsburgos. O casal permaneceu na Áustria indo viver em Innsbruck.
Deste casamento nasceram 6 filhos:
- Leopoldo de Lorena (1679–1729), que sucedeu ao pai como Duque da Lorena;
- Carlos José de Lorena (1680–1715), príncipe-bispo de Olomouc;
- Leonor de Lorena (1682);
- Carlos Fernando de Lorena (1683–1685);
- José Inocêncio Emanuel de Lorena (1685–1705), general;
- Francisco António José de Lorena (1689–1715). Abade em Malmedy e em Stavelot.

Leonor morreu com 44 anos de idade, tendo sobrevivido a ambos os maridos e a dois dos seus filhos. Ela passou aos seus herdeiros a herança dos Gonzaga de Mântua.

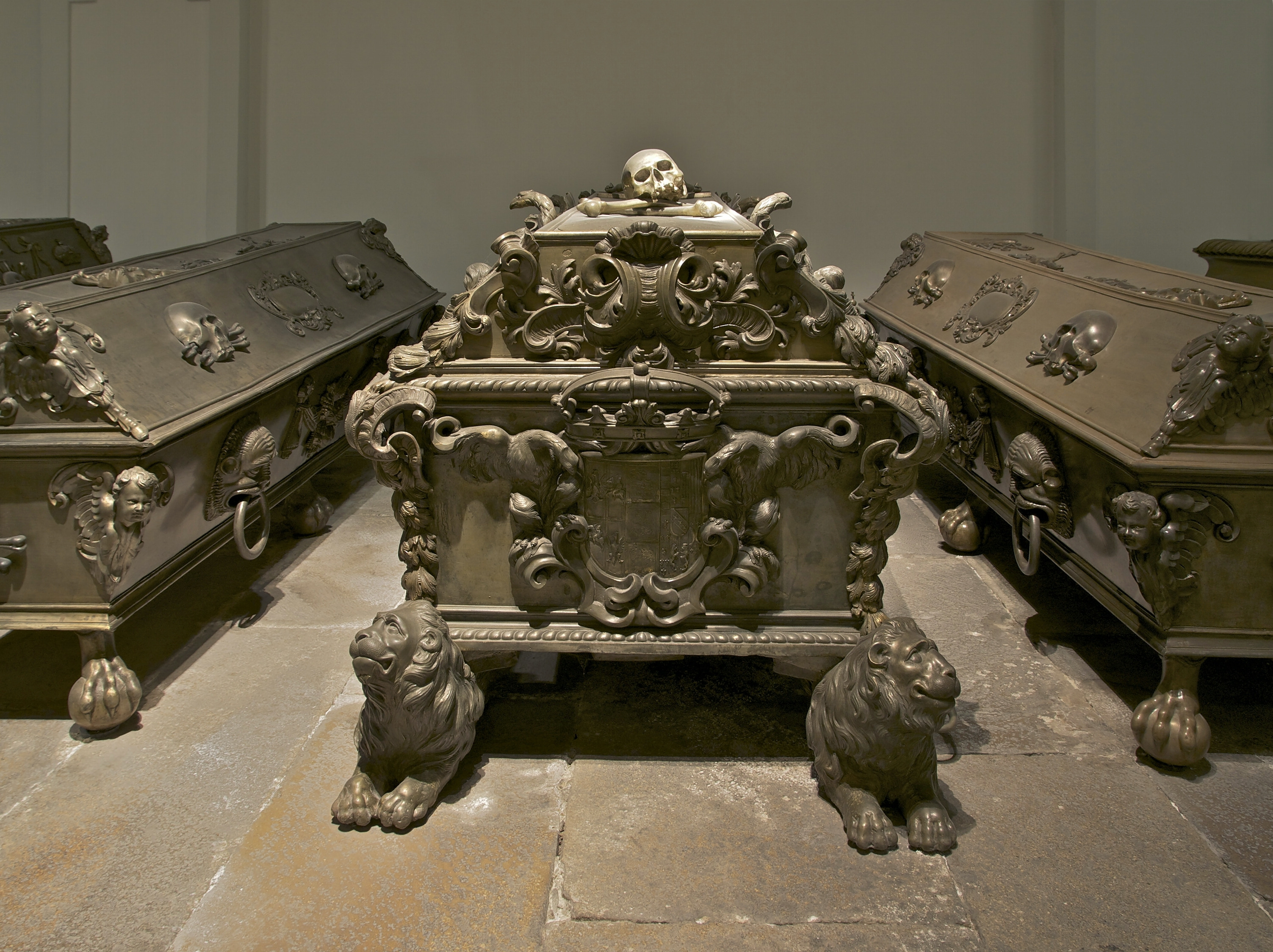
Sarcófago de Leonor da Áustria, na cripta dos Capuchinhos, em Viena, Áustria

## Ascendência
|  |                                                |  |  |  |  |  |  |  |  |  |  |  |  |
|  | Carlos II de Áustria                           |  |  |  |  |  |  |  |  |  |  |  |  |
|  |                                                |  |  |  |  |  |  |  |  |  |  |  |  |
|  |                                                |  |  |  |  |  |  |  |  |  |  |  |  |
|  | Fernando II, Sacro Imperador Romano-Germânico  |  |  |  |  |  |  |  |  |  |  |  |  |
|  |                                                |  |  |  |  |  |  |  |  |  |  |  |  |
|  |                                                |  |  |  |  |  |  |  |  |  |  |  |  |
|  | Maria Ana de Baviera                           |  |  |  |  |  |  |  |  |  |  |  |  |
|  |                                                |  |  |  |  |  |  |  |  |  |  |  |  |
|  |                                                |  |  |  |  |  |  |  |  |  |  |  |  |
|  | Fernando III, Sacro Imperador Romano-Germânico |  |  |  |  |  |  |  |  |  |  |  |  |
|  |                                                |  |  |  |  |  |  |  |  |  |  |  |  |
|  |                                                |  |  |  |  |  |  |  |  |  |  |  |  |
|  | Guilherme V da Baviera                         |  |  |  |  |  |  |  |  |  |  |  |  |
|  |                                                |  |  |  |  |  |  |  |  |  |  |  |  |
|  |                                                |  |  |  |  |  |  |  |  |  |  |  |  |
|  | Maria Ana de Baviera                           |  |  |  |  |  |  |  |  |  |  |  |  |
|  |                                                |  |  |  |  |  |  |  |  |  |  |  |  |
|  |                                                |  |  |  |  |  |  |  |  |  |  |  |  |
|  | Renata de Lorena                               |  |  |  |  |  |  |  |  |  |  |  |  |
|  |                                                |  |  |  |  |  |  |  |  |  |  |  |  |
|  |                                                |  |  |  |  |  |  |  |  |  |  |  |  |
|  | Leonor da Áustria                              |  |  |  |  |  |  |  |  |  |  |  |  |
|  |                                                |  |  |  |  |  |  |  |  |  |  |  |  |
|  |                                                |  |  |  |  |  |  |  |  |  |  |  |  |
|  | Carlos I de Mântua                             |  |  |  |  |  |  |  |  |  |  |  |  |
|  |                                                |  |  |  |  |  |  |  |  |  |  |  |  |
|  |                                                |  |  |  |  |  |  |  |  |  |  |  |  |
|  | Carlos II Gonzaga                              |  |  |  |  |  |  |  |  |  |  |  |  |
|  |                                                |  |  |  |  |  |  |  |  |  |  |  |  |
|  |                                                |  |  |  |  |  |  |  |  |  |  |  |  |
|  | Catarina de Mayenne                            |  |  |  |  |  |  |  |  |  |  |  |  |
|  |                                                |  |  |  |  |  |  |  |  |  |  |  |  |
|  |                                                |  |  |  |  |  |  |  |  |  |  |  |  |
|  | Leonor de Gonzaga-Nevers                       |  |  |  |  |  |  |  |  |  |  |  |  |
|  |                                                |  |  |  |  |  |  |  |  |  |  |  |  |
|  |                                                |  |  |  |  |  |  |  |  |  |  |  |  |
|  | Francisco IV Gonzaga                           |  |  |  |  |  |  |  |  |  |  |  |  |
|  |                                                |  |  |  |  |  |  |  |  |  |  |  |  |
|  |                                                |  |  |  |  |  |  |  |  |  |  |  |  |
|  | Maria de Mântua                                |  |  |  |  |  |  |  |  |  |  |  |  |
|  |                                                |  |  |  |  |  |  |  |  |  |  |  |  |
|  |                                                |  |  |  |  |  |  |  |  |  |  |  |  |
|  | Margarida de Saboia                            |  |  |  |  |  |  |  |  |  |  |  |  |
|  |                                                |  |  |  |  |  |  |  |  |  |  |  |  |
|  |                                                |  |  |  |  |  |  |  |  |  |  |  |  |